# Omolabus violaceus
Omolabus violaceus es una especie de coleóptero de la familia Attelabidae.

## Distribución geográfica
Habita en Brasil.